# Eesti Karikas 1999-2000
La Coppa d'Estonia 1999-2000 (in estone Eesti Karikas) è stata l'8ª edizione del torneo dopo l'indipendenza dell'Estonia. Il Levadia Maardu ha vinto il trofeo per la seconda volta nella sua storia.

## Formula
Sono noti solo i risultati a partire dai quarti di finale, che come le semifinali si sono disputati con gare di andata e ritorno.
La finale fu giocata in gara unica a Pärnu.

## Quarti di finale
| Squadra 1        | Totale | Squadra 2           | Andata | Ritorno |
| ---------------- | ------ | ------------------- | ------ | ------- |
| Štrommi Tallinn  | 0 - 15 | Levadia Maardu      | 0 - 6  | 0 - 9   |
| Flora Tallinn    | 6 - 0  | Valga               | 2 - 0  | 4 - 0   |
| Tulevik Viljandi | 3 - 2  | Lootus Kohtla-Järve | 2 - 1  | 1 - 1   |
| Tervis Pärnu     | 1 - 9  | TVMK Tallinn        | 0 - 7  | 1 - 2   |

## Semifinali
| Squadra 1        | Totale | Squadra 2     | Andata | Ritorno |
| ---------------- | ------ | ------------- | ------ | ------- |
| Levadia Maardu   | 5 - 1  | TVMK Tallinn  | 2 - 1  | 3 - 0   |
| Tulevik Viljandi | 2 - 1  | Flora Tallinn | 2 - 0  | 0 - 1   |

## Finale
| Squadra 1      | Risultato | Squadra 2        |
| -------------- | --------- | ---------------- |
| Levadia Maardu | 2 - 0     | Tulevik Viljandi |

| Pärnu 28 maggio 2000                                     | Levadia Maardu | 2 – 0 | Tulevik Viljandi | (1000 spett.) |
| \| \| \| \| \| Olumets 63’ Leetma 71’ \| Marcatori \| \| |                |       |                  |               |
|                                                          |                |       |                  |               |
| Olumets 63’ Leetma 71’                                   | Marcatori      |       |                  |               |